# Liberté (film 2019)
Liberté è un film del 2019 scritto e diretto da Albert Serra.

## Trama
Nel 1774, in una foresta da qualche parte tra Potsdam e Berlino, tre aristocratici francesi,  Madame de Dumeval, il Duca de Tesis e il Duca de Wand, libertini espulsi dalla corte di Luigi XVI, si perdono di notte alla ricerca del Duca di Walchen, leggendario seduttore e libero pensatore tedesco: decideranno di dare sfogo lì sul posto alle loro perversioni.

## Produzione
Il film è stato preceduto da un'installazione al Museo Nacional Centro de Arte Reina Sofía di Madrid e da un'opera teatrale, entrambe dello stesso Serra. Per lo stile visivo della pellicola, Serra si è ispirato a pittori francesi del periodo come Alexandre-Évariste Fragonard e François Boucher.

## Distribuzione
Il film è stato presentato in anteprima il 18 maggio 2019 nella sezione Un Certain Regard del 72º Festival di Cannes.
È stato distribuito nelle sale cinematografiche francesi a partire dal 4 settembre 2019.

### Divieti
In Francia, la visione del film è stata vietata ai minori di 16 anni.

## Riconoscimenti
- 2019 - Festival di Cannes[5]
  - Premio speciale della giuria Un Certain Regard
- 2020 - Premio Gaudí[6][7]
  - Miglior trucco e acconciatura ad Armande Monteiro e Antoine Mancini
  - Migliori costumi a Rosa Tharrats
  - Candidatura per il miglior film non in lingua catalana